# Brendola
Brendola (IPA: [ˈbrɛndola], Brèndoła in veneto) è un comune italiano di 6 668 abitanti della provincia di Vicenza in Veneto.

## Geografia fisica

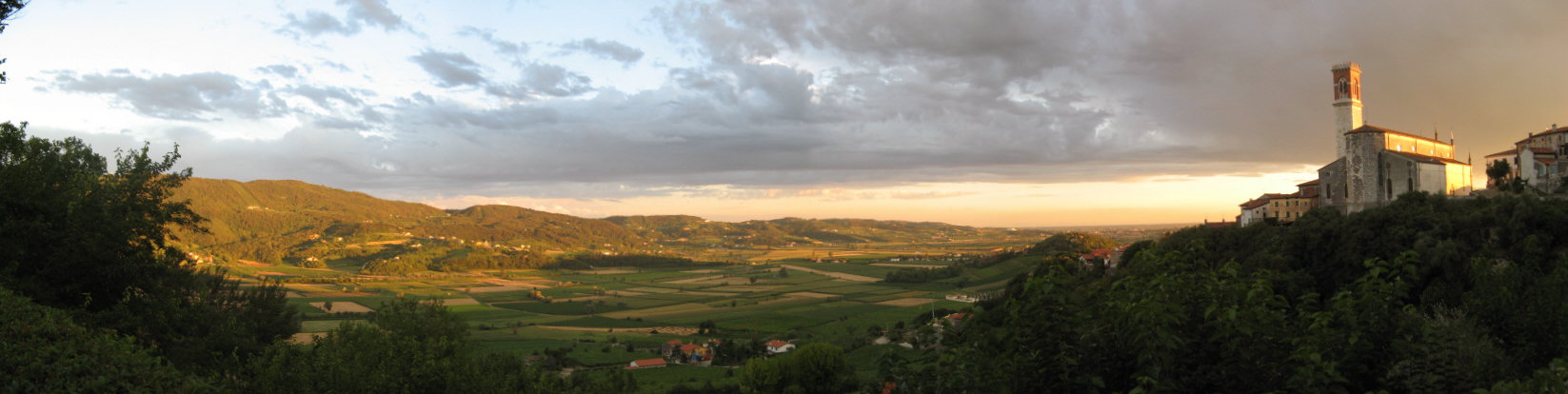
Panorama su S. Vito, S. Valentino e il Palù dal centro storico.

Il comune gode di una geografia varia e di una discreta escursione altimetrica: il punto più basso (il Palù) è a 39 m s.l.m., il più alto sul Monte Comunale, a 375 m s.l.m.. La sede comunale (quartiere del Cerro) è sita a 156 m s.l.m..

### Territorio
Brendola è situata nella periferia di Vicenza, ed essendo uno dei comuni che accoglie i Colli Berici, viene anche inclusa nell'Area Berica. Brendola è definita "La porta dei Berici" poiché il suo territorio si estende tra la pianura e le colline.
Il territorio, per la precisione, si trova sul margine occidentale dei colli Berici, rivolto verso i Lessini, e si articola in due aree: quella collinare e quella pianeggiante.
L'area collinare, di origine vulcanica, è occupata da boschi, prati e coltivazioni, principalmente di vite. Esiste un bosco particolarmente ampio, condiviso in minor parte con Arcugnano e Altavilla Vicentina, ricco di fauna anche prealpina, chiamato La Pineta, nonostante sia composto più da gnetofite che da conifere.
L'area pianeggiante si articola nel settore centro-occidentale del comune e si incunea all'interno dei colli; è stata talvolta, prima del XX secolo, a carattere paludoso, a causa dei continui allagamenti che hanno interessato la zona.
Terra ricca d'acqua e sorgenti, il fiume principale è il Brendola, che raccoglie i ruscelli discendenti dai colli del territorio, il maggiore dei quali è il rio Scarantello, affluendo poi nel Guà; a Brendola ha origine anche parte del Canale Bisatto, che affluisce nel fiume Fratta nei pressi di Vescovana (PD), percorrendo circa 70 km. Il sottosuolo, specialmente in zona Rondole, accoglie varie falde acquifere comunicanti con alcune risorgive. Nella zona coltivata tra San Valentino e Vo', i canali circostanti confluiscono in un'area lacustre chiamata Laghetto o Palù.

### Clima
Le condizioni climatiche di Brendola sono le classiche delle zone della pianura veneta ai piedi dei colli, con precipitazioni medio-alte ed un'ampia escursione termica annuale: in pieno inverno la temperatura scende al di sotto dei -10 °C più volte, mentre d'estate raramente supera i 35 °C in ambiente comunque afoso o molto afoso.
| BRENDOLA (1982-2012)       | Mesi         | Mesi         | Mesi         | Mesi        | Mesi        | Mesi        | Mesi        | Mesi        | Mesi        | Mesi        | Mesi        | Mesi         | Stagioni | Stagioni | Stagioni | Stagioni | Anno  |
| BRENDOLA (1982-2012)       | Gen          | Feb          | Mar          | Apr         | Mag         | Giu         | Lug         | Ago         | Set         | Ott         | Nov         | Dic          | Inv      | Pri      | Est      | Aut      | Anno  |
| -------------------------- | ------------ | ------------ | ------------ | ----------- | ----------- | ----------- | ----------- | ----------- | ----------- | ----------- | ----------- | ------------ | -------- | -------- | -------- | -------- | ----- |
| T. max. media (°C)         | 6            | 9            | 13           | 18          | 23          | 26          | 29          | 28          | 25          | 19          | 12          | 7            | 7,3      | 18       | 27,7     | 18,7     | 17,9  |
| T. min. media (°C)         | −2           | 0            | 3            | 7           | 11          | 15          | 17          | 17          | 14          | 8           | 3           | −1           | −1       | 7        | 16,3     | 8,3      | 7,7   |
| T. max. assoluta (°C)      | 15,9 (1992)  | 21,7 (1990)  | 26,6 (1997)  | 30,0 (2000) | 35,0 (2001) | 37,4 (2003) | 37,2 (2015) | 38,9 (2012) | 32,6 (1997) | 27,4 (2001) | 24,4 (2004) | 16,1 (1983)  | 21,7     | 35,0     | 38,9     | 32,6     | 38,9  |
| T. min. assoluta (°C)      | −18,9 (1985) | −18,6 (1956) | −10,0 (2005) | −3,2 (2003) | −0,8 (1957) | 2,6 (1953)  | 8,6 (1991)  | 8,0 (1995)  | 3,8 (2004)  | −3,6 (1997) | −8,0 (1965) | −13,0 (2005) | −18,9    | −10,0    | 2,6      | −8,0     | −18,9 |
| Precipitazioni (mm)        | 85           | 77           | 90           | 96          | 103         | 103         | 73          | 101         | 77          | 94          | 109         | 79           | 241      | 289      | 277      | 280      | 1 087 |
| Umidità relativa media (%) | 81           | 77           | 73           | 74          | 72          | 73          | 72          | 73          | 74          | 78          | 80          | 82           | 80       | 73       | 72,7     | 77,3     | 75,8  |

## Origini del nome
Due tra i più antichi documenti in cui appare scritto il nome "Brendola" (o "Brendula") sono rispettivamente dell'anno 1000, dove Ottone III scrive un atto ufficiale al Vescovo di Vicenza Girolamo, e dell'anno 1084 di Enrico IV al Vescovo Ezzelino; quest'ultima data poi è stata usata per fissare l'anniversario dell'entrata di Brendola negli atti del Sacro Romano Impero.
Il nome quindi esisteva già da prima, indicativamente almeno dall'Alto Medioevo: sembra sia collegabile alla presenza nel territorio di numerose risorgive d'acqua o vasche, dette anche "brendole" (dal verbo latino redeo, "sorgere", diventato rendula e poi brendula; oppure dalla voce settentrionale brenta, "vasca" in senso geomorfico).
Ottone Brentari lo fa derivare dalla comune radice germanica con Brenta, somma di brunn ("fontana") e tal ("valle"). Da ciò derivano gli esonimi storici: in cimbro, Prúnntal o Bríntal; in tedesco, Brünndel o Brünntal. Dante Olivieri invece, pur dando credito a Brentari, avanza anche l'ipotesi di un riflesso dal nome Brando che, fra le sue derivazioni, conta anche Brendeke; è comunque più plausibile il riferimento – sia romano che germanico – ad una fonte d'acqua presente sul territorio.

## Storia

### Preistoria ed epoca antica
Il primo ritrovamento avviene nel 1682, molto interessante data la scarsa attenzione mostrata all'epoca verso i reperti: si tratta di una tomba di epoca romana. Ma la scoperta dei reperti più antichi si fa nel 1995, anno in cui in una zona tra pianura e colli è stata rinvenuta una strada risalente al Neolitico. Verso le aree in cui l'acqua scorre in piano, poi, gli archeologi hanno recuperato attrezzi di ogni genere ed epoca, dall'Età della Pietra all'Età del Ferro, prova del fatto che Brendola fosse un luogo insediato sin dagli albori della civiltà. Ci sono anche tracce di culto del tutto simile a quello dei paleoveneti, come dimostra il ritrovamento di un bronzetto della dea Reitia (tra l'altro ritenuta protettrice delle acque).
L'influenza di Roma è arrivata solo nel 148 a.C., anno di costruzione della via Postumia, dal quale i reperti romani aumentano consistentemente, con ritrovamenti di case in zona Orna e nei pressi delle sorgenti, e di monete (la più antica è di Tiberio, 22 a.C.). Attraverso Brendola fu eretta anche la "regia" strada Tabernulae-Leonicum.
Brendola fu luogo "comodo" anche sul finire dell'epoca romana: dal 421 le invasioni barbariche interessano anche la pianura veneta (vengono ritrovati reperti di incendi nei pressi dell'antica Postumia), ma i colli offrirono rifugio.

### Epoca medievale

La rocca dei Vescovi, così come appariva prima del restauro di fine anni novanta.

Placate le invasioni, i monaci benedettini avviano la paziente bonifica del territorio brendolano, grazie alla quale la popolazione torna ad avvicinarsi alla pianura con nuovi insediamenti e coltivazioni più ampie. Tuttora è possibile osservare i "terrazzamenti" ingegnati dai benedettini lungo alcuni versanti dei colli brendolani, per agevolare la coltivazione (uno di questi è in via Valle). Durante le dominazioni longobarda e carolingia (568-888) la zona vede un periodo di pace e benessere, nonché integrazione tra i popoli (ai piedi del castello si trova un mausoleo longobardo con un "protocapitello"); seguono però quasi due secoli di saccheggi da parte degli Ungheri, che facevano razzie delle città non murate.
Grazie all'imperatore germanico Ottone I di Sassonia le invasioni terminano: nella seconda metà del X secolo ordina la costruzione di un castello fortificato eretto attorno al colle più popolato di Brendola, con una Rocca sulla sommità, la Rocca dei Vescovi che è arrivata ai giorni nostri. Come descritto nei documenti citati nella nota sul toponimo, dal 1000 al 1084 inviano 7 "diplomi" ai vescovi di Vicenza contenenti le liste dei centri urbani concessi in feudo dal Sacro Romano Impero al vescovado. La vita brendolana però è centrata fuori dal castello, rimasto luogo di riparo per gli abitanti e di residenza vescovile. Il popolo si riuniva in quella che ora è Piazza del Popolo per dibattere sulle questioni cittadine, di fronte al luogo sacro già intitolato a san Michele Arcangelo, come recita il più antico documento originale stilato dal comune di Brendola, datato 25 gennaio 1197:
(Comune di Brendola, verbale del 25 gennaio 1197)
Tra il XII e il XIII secolo si verifica la costante perdita di potere dei vescovi, con Brendola che viene ripetutamente conquistata dai Da Romano, costringendo i vescovi a ripararsi nel Castello, e restituita dagli imperatori tedeschi. Nel 1250 anche il castello fu preso d'assalto da Ezzelino III, che pretese pure la riscossione delle rendite dai brendolani; sarà beato Bartolomeo da Breganze, nel 1259 a porre definitivamente fine al dominio. Ci perviene un atto del 29 dicembre 1262 che descrive un'assemblea tenuta da Bartolomeo e dai sei uomini rappresentanti della comunità di Brendola per chiarire la nuova giurisdizione vescovile (si legge «si riconosce al Vescovo la proprietà della Rocca e del Castello»).

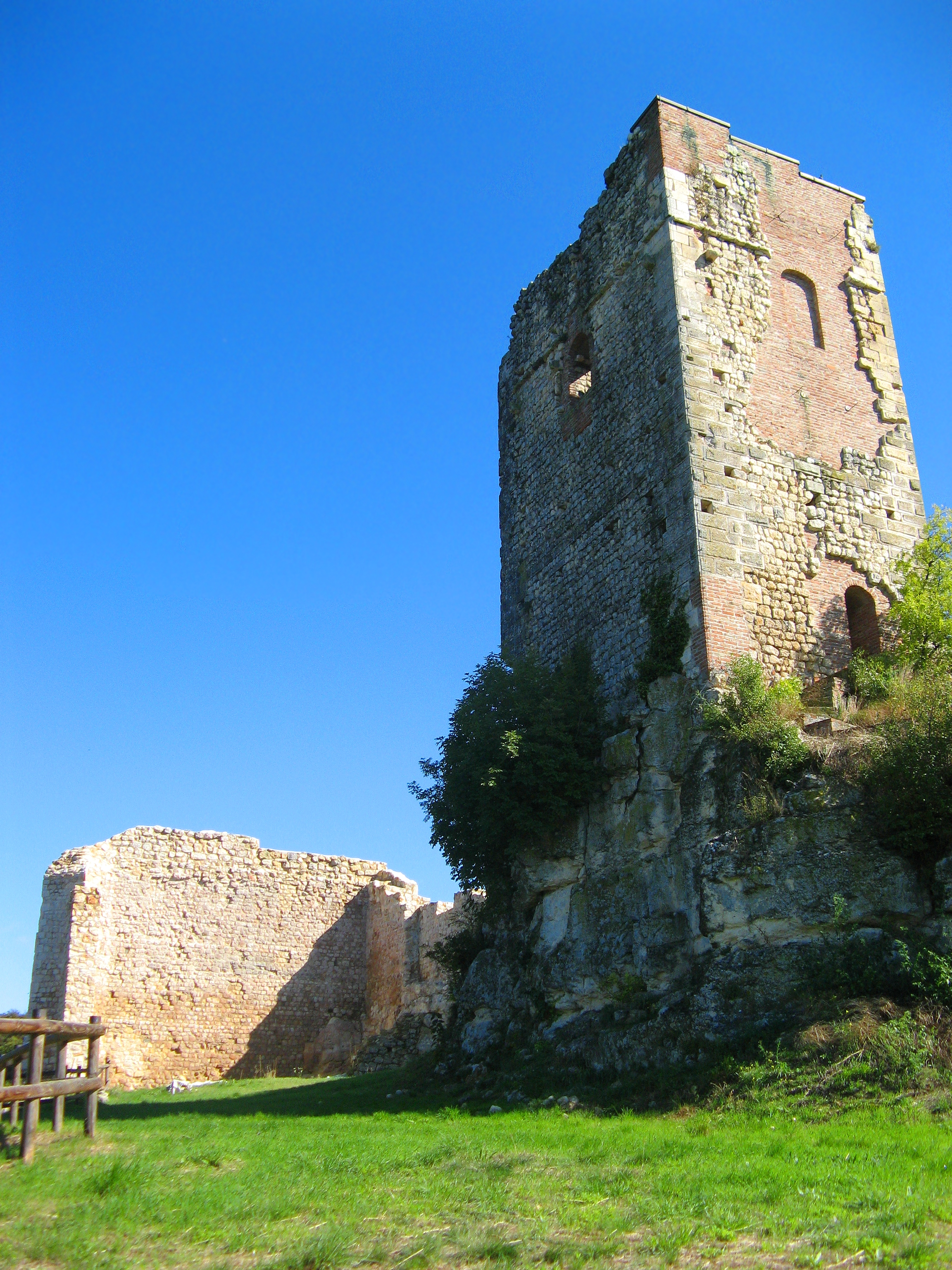
Torre e mura nord-est della Rocca dei Vescovi dopo alcuni restauri, nel 2013.

Nel XIV secolo Brendola si vede di nuovo contesa, principalmente tra gli Scaligeri (Verona) e i Carraresi (Padova), lotta che però ha termine definitivo il 28 aprile 1404, giorno in cui Vicenza si consegna spontaneamente alla Repubblica di Venezia, alla quale tutta la popolazione (specialmente rurale) è devota, in particolar modo per il benessere e la protezione portati.
Il castello viene restaurato nel 1417 per ordine del nuovo doge Tommaso Mocenigo così i brendolani e persino gli abitanti dei paesi vicini si sentono sicuri di riempire il castello di scorte di cibo, animali e beni di vario genere. Quando i milanesi giungono al castello in cerca di preda non sembra vero di trovare tanta abbondanza; i brendolani non si opposero (a causa dei controversi rapporti tra Milano e Venezia) rischiando però di apparire traditori della Serenissima. Il senso di colpa e il timore di una reazione negativa porta la popolazione, non del tutto rassicurata dall'amnistia garantita dai generali veneziani locali, a scrivere al Doge in persona, chiedendo la conferma che arriva:
(Francesco Foscari, ducale tradotta, 12 settembre 1440)
All'epoca Brendola conta circa di 800 abitanti.

### Epoca moderna
Nel 1513 gli spagnoli occupano il castello, situazione breve e riposta sotto controllo dalla Serenissima già nel 1514; tuttavia Bartolomeo d'Alviano teme che il castello possa fare in futuro da rifugio anche ai nemici della Repubblica di Venezia e per questo ne ordina la parziale distruzione. Questo particolare evento segna significativamente la storia di Brendola, mettendola in un certo modo da parte rispetto ai "grandi" paesi del vicentino.
Gli anni tra il XVI e il XVIII secolo passano per Brendola senza particolari eventi, perso ormai il ruolo centrale privata del suo castello, sotto la protezione di Venezia. È questo però il periodo nel quale vengono prodotte mappe di Brendola in grandi quantità, ampie e ad alto dettaglio, con censimenti dei corsi d'acqua e delle partizioni dei campi. La piana brendolana viene inoltre inondata spesso in quest'epoca, anche a causa dell'incuranza e della cattiva gestione idrologica da parte di Montecchio: l'acqua sempre più che abbondante è tale da registrare due uniche occasioni di secca totale, eventi per i quali la comunità inviano al Ministero richieste di aiuto che ci sono pervenute (l'ultima grave siccità è del 1639). Un dipinto del 1743 mostra però anche una scena di vita sfarzosa, presso Villa Anselmi.
Secondo degli atti municipali rinvenuti, al 14 febbraio 1773 il centro di Brendola contava 1 546 abitanti.

### Epoca contemporanea
Il XIX secolo inizia con la caduta della Repubblica di Venezia ad opera di Napoleone Bonaparte: con il Trattato di Campoformio Brendola entra a far parte dell'Arciducato d'Austria, nell'Impero austriaco, poi del Regno Lombardo-Veneto, retto dai sovrani austriaci. Le vicende politiche però non toccano più di tanto la vita del paese, composta dalle grandi famiglie residenti nelle corti e attive nella coltivazione e l'allevamento, nemmeno con l'instaurazione del Regno d'Italia.
Tra gli eventi di fine secolo memorabili si cita una eccezionale rotta del fiumicello Brendola del 1882, dopo la quale l'intera comunità si è attivata per la ricostruzione degli argini offrendo materiale e manodopera.
Il 24 maggio 1915 l'Italia dichiara guerra all'Impero austro-ungarico: alla prima occasione di richiesta di fedeltà alla patria contro i precedenti occupatori, Brendola risponde con 735 cittadini arruolati (cioè oltre un terzo dei maschi, uno per famiglia), di cui 65 perdono la vita e ben 12 vengono decorati al valor militare per le encomiabili azioni (tra cui l'aviatore Ferruccio Marzari). I militari brendolani sono particolarmente impegnati sui territori vicentini luogo di aspra battaglia, il Pasubio e il monte Grappa (in particolare nella vittoriosa Seconda battaglia del monte Grappa). Brendola diventa un vero e proprio quartiere militare, in cui vengono convogliati quando possibile i soldati per riposo o preparazione prima di giungere al fronte: nell'anno 1917 hanno alloggiato in totale 150.000 militari e in Villa Piovene venne istituito un circolo militare obbligatorio per tutti gli ufficiali. Dopo 3 anni viene comunicato l'armistizio, con il bilancio per Brendola sopracitato. Viene eretto il monumento ai caduti di fronte al municipio (oggi spostato in Piazza della Vittoria).
Negli anni trenta e quaranta a Brendola arriva la meccanizzazione agricola e iniziano a vedersi le prime vetture (davanti all'ingresso inferiore di Villa Maffei a Vo' era posto il primo distributore di benzina di gestione Texaco).
Dopo la Seconda guerra mondiale, Brendola si sposta verso il piccolo polo industriale dei giorni nostri.

### Simboli
Lo stemma è stato riconosciuto con DCG del 14 dicembre 1932.
(Il Cancelliere della Consulta araldica)
Il leone rampante è frequentemente usato in araldica, e quando è dorato simboleggia maggior pregio. Non è dal 1932 che il leone rappresenta Brendola, come dimostrano gli elenchi dei beni ecclesiastici brendolani del 1444 in cui figura una pianeta con un leone. Il colore blu invece ha probabili origini dai Savoia.
Il gonfalone è stato concesso solo il 3 febbraio 1998 dal presidente della Repubblica Oscar Luigi Scalfaro ed è un drappo di giallo con ricami d'argento, mentre la cravatta (il nastro che lega le fronde di alloro e quercia) è tricolore anziché blu Savoia come nello stemma.

### Ricorrenze
L'allora sindaco Dal Monte indìce nel 1984, in seguito ai ritrovamenti dei documenti, la celebrazione a cadenza secolare dell'anniversario dell'entrata del nome di Brendola negli atti ufficiali del Sacro Romano Impero, ricorrenza da celebrare unitamente alla Festa di San Rocco; nell'anno di indizione è stato quindi celebrato il 900º anniversario.

## Monumenti e luoghi d'interesse

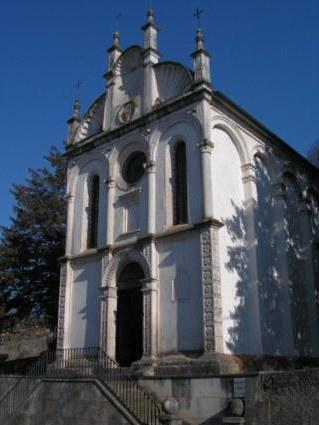
La Chiesetta Revese

### Architetture religiose

#### Oratorio dell'Annunciazione (Chiesetta Revese)
La cappella fu fatta costruire dalla nobile famiglia Revese, che risiedeva a Brendola in un'importante villa di cui oggi rimane solo la torre, presumibilmente fra il 1486 e il 1499. L'edificio è attribuito ad Alvise Lamberti da Montagnana, mentre alcuni affreschi interni sono attribuiti a Giovanni Buonconsiglio.

#### Corte Benedettina e antica chiesa di San Vito
L'ex monastero benedettino si trova in località San Vito. Il monastero dipendeva dai Benedettini di S. Felice a Vicenza; i monaci si insediarono a Brendola già prima del 1000 e vi rimasero fino all'epoca napoleonica. In prossimità della corte si trova la chiesetta dedicata ai santi Vito, Modesto e Crescenzia. Edificata dalla famiglia Chiarelli e donata successivamente ai monaci, divenne parrocchia nel XIX secolo. Per volere del parroco don Gioacchino Dal Ben, nel 1965 venne costruita la nuova chiesa parrocchiale nel centro del paese e la chiesetta benedettina divenne proprietà privata.

#### Chiesa di San Michele Arcangelo
Le origini della chiesa di S. Michele risalgono al X-XI secolo: è stata trovata una pietra che riporta la scritta in caratteri gotici "CHRISTUS ANNO 1006" ritenuta il portale dell'antico luogo di culto, al tempo compreso nelle mura del castello. Come già citato nella storia di Brendola, il primo documento su questo punto di riferimento civile e religioso della comunità è del 1197. Documenti successivi testimoniano un primo restauro voluto dall'Arciprete Battista Zibiolo nel 1499 ampliando l'ala nord; del 1528 ad opera di Girolamo Dal Toso è la pala d'altare tuttora presente nella chiesa, inserita da Napoleone Bonaparte nella lista di beni da trafugare.
Nel XIX secolo i brendolani, cresciuti in numero, si rendono conto che è necessario eseguire delle opere sulla chiesa. Nel 1845 il campanile viene rinforzato ed alzato, mantenendo lo stile classico fino alle campane e gotico al di sopra, installando tre campane, oggi divenute sei. Ci vuole il 1851 per demolire gran parte della chiesa antica e costruire la nuova chiesa; il 17 novembre 1861 viene inaugurata la Chiesa di S. Michele esistente oggi, ben visibile in lontananza, in architettura neogotica, con la facciata suddivisa in tre parti così com'è divisa la struttura in tre navate. Negli anni successivi poi, all'occasione, è stata via via abbellita con ulteriori opere, come l'altare del 1888 dedicato a Sant'Antonio di Padova in marmo di Carrara e la statua di santa Bertilla degli anni 1960.

#### Chiesa di Santo Stefano

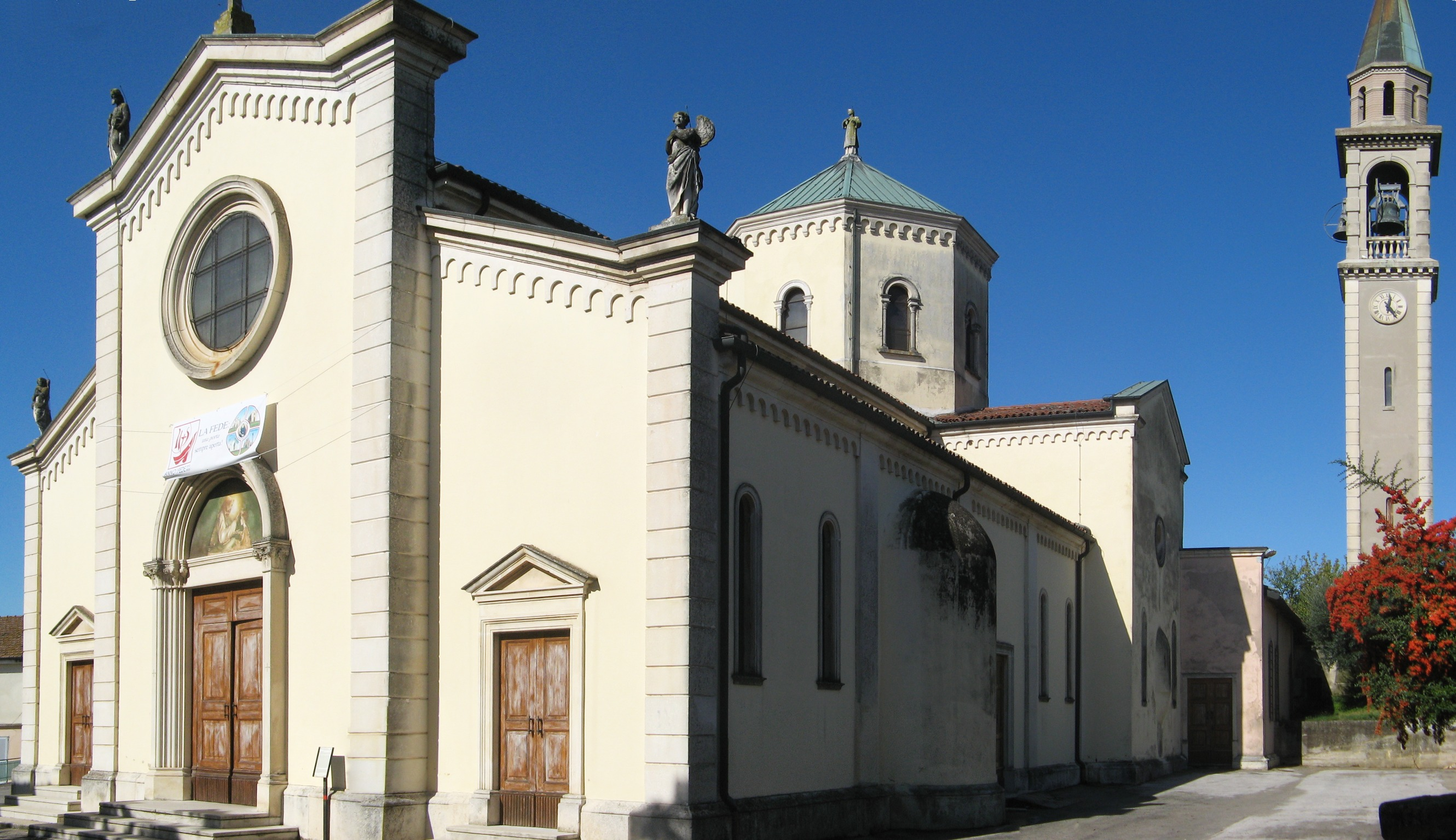
La chiesa di S. Stefano e il campanile.

In un atto stilato in occasione della visita a Brendola del vescovo Michele Priuli si attesta la presenza di un edificio religioso intestato a Stefano Martire già nel 1583; 150 anni dopo il vescovo del tempo Antonio Marino Priuli accerta che nella chiesetta veniva celebrata la messa ogni domenica con il contributo della comunità di 25 ducati. Il luogo di preghiera era posto nella corte di Villa Maffei; venne costruita a spese della famiglia Maffei e inaugurata il 26 dicembre 1881 (giorno di S. Stefano) la chiesa subito di fronte alla villa. Al suo interno fu inserita una tela di S. Stefano opera di Alessandro Maganza, unita ad altri 4 dipinti raffiguranti San Domenico, San Giovanni Nepomuceno, Sant'Antonio e il volto di Cristo; venne esposta inoltre una croce astile del XV secolo basata su un crocifisso in peltro di un secolo più antico.
La chiesa però non era ancora abbastanza ampia per gli abitanti di Vo', ma nonostante le ripetute richieste l'edificio non venne ampliato prima del 1923, data di inizio dei lavori per portare la chiesa di S. Stefano al candido edificio visibile ai nostri giorni, lavori terminati nel 1931 dopo la costituzione ufficiale della nuova parrocchia il 18 ottobre 1925 (in antagonismo con la costruzione del nuovo duomo).

#### Chiesa di San Vito
La chiesetta di San Vito è la modesta sede della parrocchia dell'omonima frazione. L'edificio, di moderna realizzazione è posta sulla piazza centrale di S. Vito, a sud della torre campanaria rialzata negli anni 2000.

#### Chiesa della Madonna dei Prati

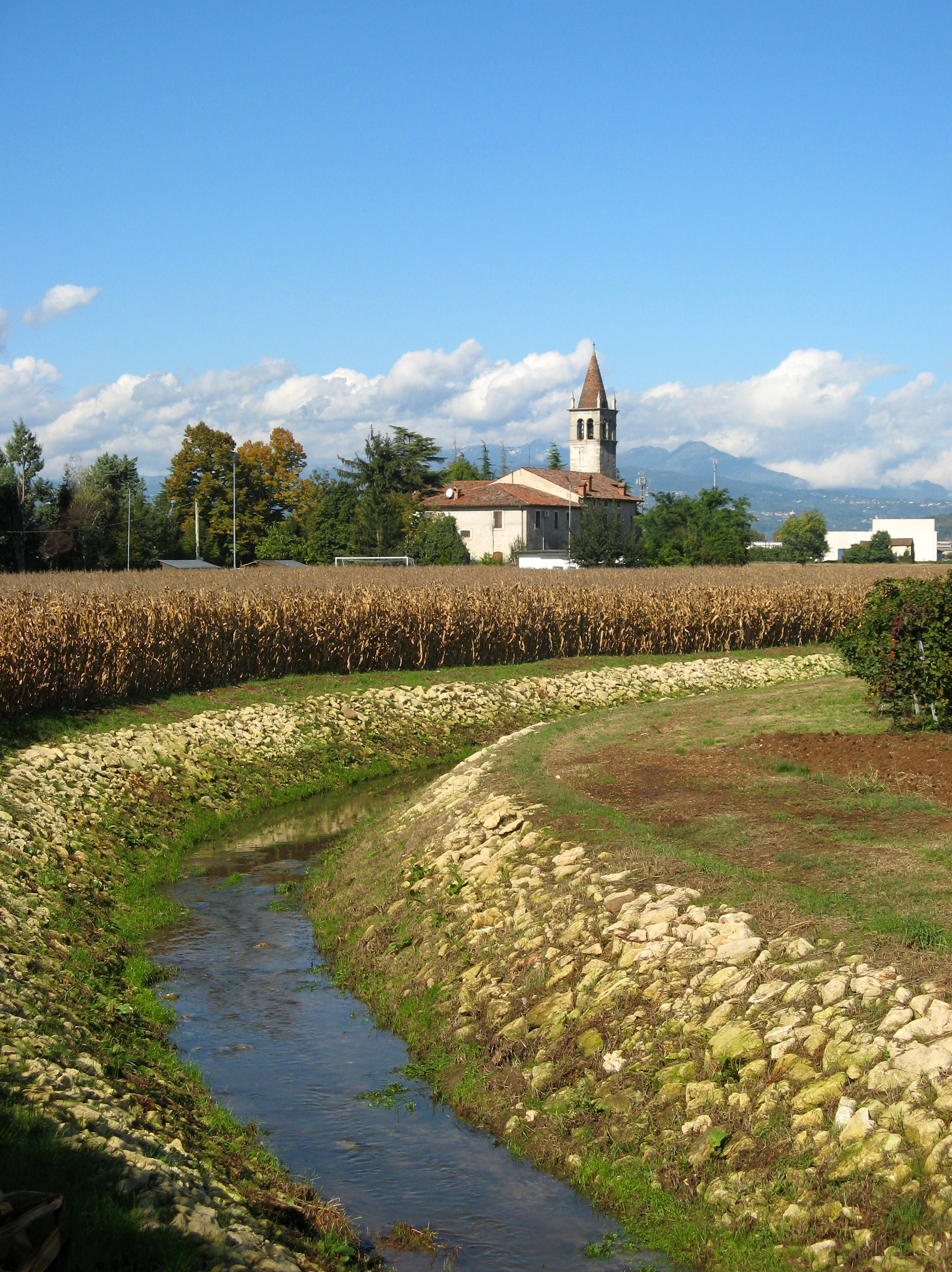
La chiesa di Madonna dei Prati, vista dal ponte sul fiumicello Brendola.

Si tratta di un complesso monumentale composto da chiesa, campanile, chiostro e canonica risalenti al XIII secolo. Nei suoi pressi, nella zona archeologica, i ritrovamenti di un tempietto fanno ricondurre ad un antico culto delle divinità delle acque, basato anche sulla posizione della chiesa. Sempre nei ritrovamenti sono state riconosciute immagini di devozione alla Madonna. In antichità, come gli studi di geomorfologia rivelano, il complesso era situato in una sorta di isola più alta rispetto ai terreni adiacenti e alle numerose pozze che circondano la zona: quest'isola, sui disegni, era collegata alla Postumia con quella che era indicata "callis S. Mariæ" che formava un bivio con la "callis Brendolarum" (la strada per Pedocchio).
I benedettini di S. Vito hanno fortunatamente tenuto un archivio delle attività alla chiesetta: essa vide un periodo di alta frequentazione specialmente nei primi anni del XVII secolo, con visite provenienti anche da altri paesi, presumibilmente a causa della devozione a un'immagine presente all'interno, ossia Madonna con Bambino e Cardellino, dipinto a olio di scuola toscana del XV secolo. Nello stesso secolo "di gloria" della chiesetta, vi presero sede i Carmelitani, che avviarono il culto della Madonna del Carmine, tuttora attivo. Nel 1620 venne completato il campanile, "a pigna", con due campane, poco più alto della chiesa. L'esterno della chiesa appare semplice; l'interno armonioso con le ben visibili capriate in legno.
Ai due lati del presbiterio sono esposti due dipinti di Francesco Maffei: sant'Alberto degli Abati e sant'Angelo da Gerusalemme.

#### "Incompiuta"

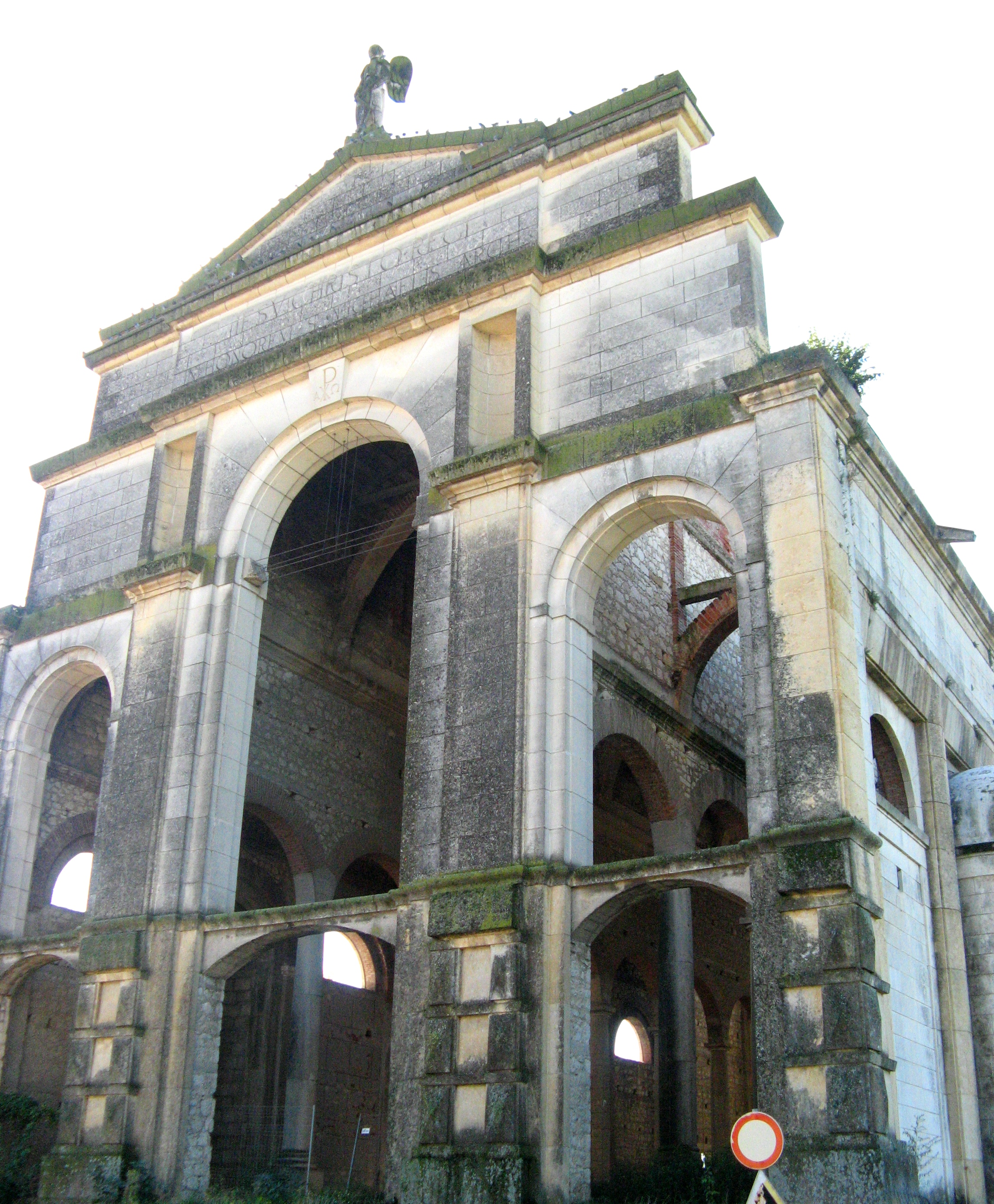
Facciata dellIncompiuta.

In un tempo in cui il campanilismo a Brendola era molto aspro, i quattro parroci di Brendola costituirono nel 1926 un comitato per costruire una nuova chiesa atta ad unire tutti i brendolani sotto un unico campanile, che fosse centrale anche geograficamente. Il 14 ottobre 1928 il vescovo Ferdinando Rodolfi giunse al Cerro, l'area acquistata per la costruzione, dando il suo benestare per l'avvio dei lavori. Sotto il progetto dell'architetto Fausto Franco si posò la prima pietra il 3 ottobre 1931 e da subito il progetto si servì dell'unione di forza di molti brendolani di ogni frazione, rigorosamente volontari, usando le pietre del Monte Comunale e la sabbia del Guà, procedendo con una tale fretta da chiedere al vescovo il permesso di poter lavorare di domenica. Nell'estate del 1933 erano visibili le colonne erette; quando l'arciprete si ammalò 2 anni dopo, i lavori non cessarono e i capi di famiglia continuarono a portare materiale e costruire. Sulla cima della facciata viene posta una imponente statua di San Michele Arcangelo alta 4 m, scolpita da Giuseppe Zanetti.
In piena Seconda guerra mondiale, il cantiere si bloccò senza più ripartire, per cause ancora non completamente chiare. L'edificio, alto 28,5 m e ampio 1124 m², resta incompiuto e ben visibile sul colle del Cerro; mai stato consacrato - e restando un'opera al grezzo con solo le strutture -, viene lasciato al degrado per più di 60 anni, durante i quali vengono proposti vari progetti senza mai alcuna conclusione. Nel 2009 viene finalmente approvato un progetto di riqualificazione, i lavori hanno preso il via nel 2011.
Durante i terremoti dell'Emilia del 2012, la testa della statua dell'Angelo dell'Incompiuta subì una sollecitazione tale da spezzarsi; rimasta intatta, fu riposizionata il mese successivo.

### Architetture civili

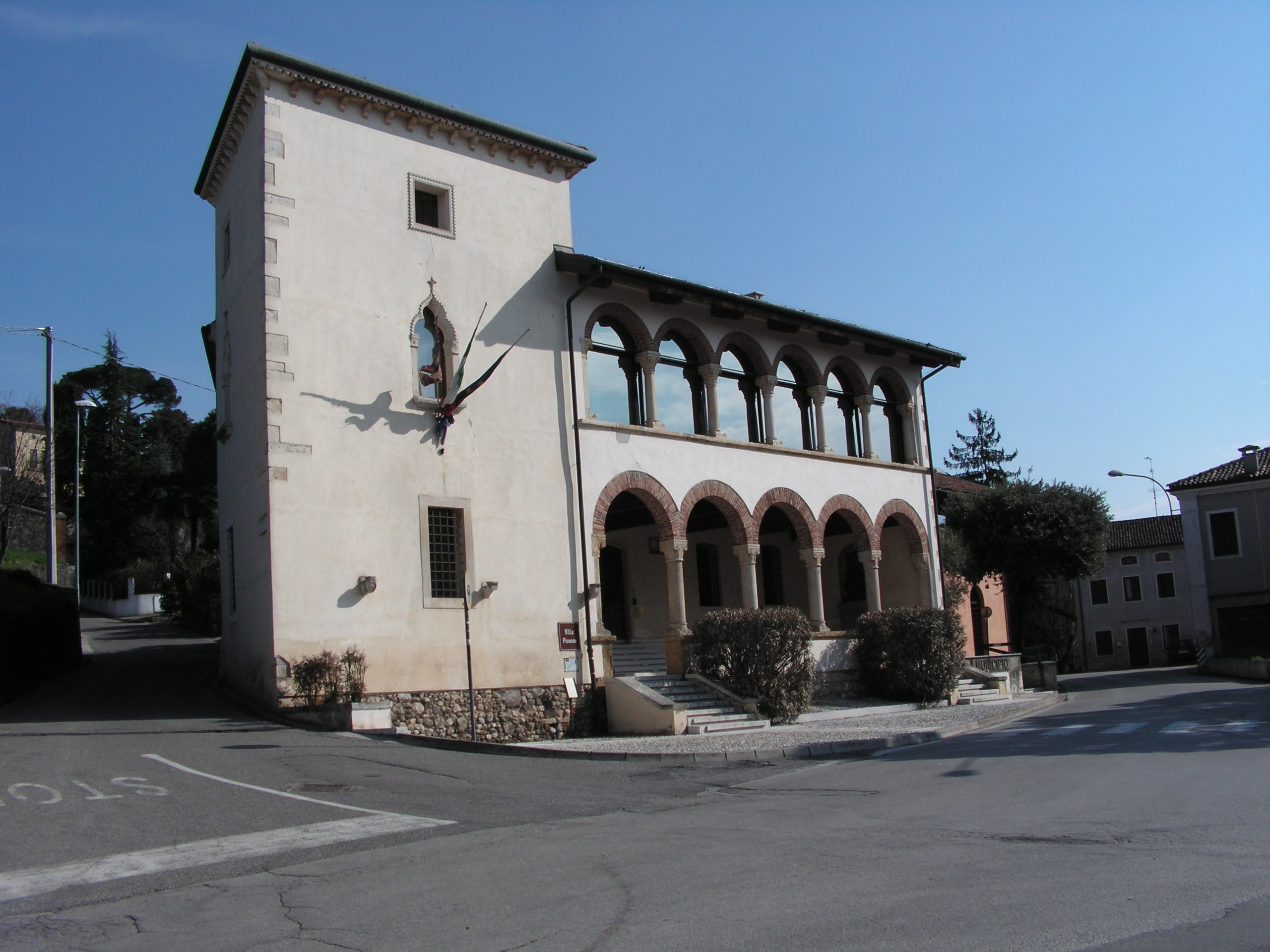
Villa Piovene, sede municipale

#### Villa Piovene
Villa Piovene si trova in Piazza della Vittoria, in contrà Cerro, ed è sede del Municipio comunale. Costruita da un'ignota famiglia nella prima metà del XV secolo e poi diventata dimora della famiglia Piovene, è un elegante esempio di architettura feudale unita ad una residenza rurale: si compone di una torre con una finestra trilobata gotica e una loggia quattrocentesca con 5 archi nella parte inferiore e 6 in quella superiore, nella quale è stata affissa una targa commemorativa a Ferruccio Marzari, aviatore pluridecorato della Grande Guerra.
Posta in un punto strategico, a metà tra centro storico e centro principale nonché in prossimità delle vie per le frazioni, nel 1930 viene acquistata dal Comune che provvede ad un restauro prima di renderla sede municipale. Da allora per vari decenni proprio la torre di Villa Piovene è stata sede dell'ufficio postale, adibendo il sottotetto ad archivio. Sul retro della villa, a disposizione della comunità era presente una pubblica ghiacciaia, capace 110 m³ di ghiaccio. Villa Piovene inoltre è l'unica villa della provincia di Vicenza in cui ci sono 2 file di archi sovrapposti su due piani; i suoi giardini infine si sviluppano in altitudine collegandosi ad un altro edificio posseduto dai Piovene, ora sede della scuola dell'infanzia.
L'ultimo globale restauro risale al 1987.

#### Contrà San Marcello (Piazzetta del Vicariato)
La Piazzetta del Vicariato si trova in contrà San Marcello, in una zona protetta dal traffico cittadino, a metà strada tra la valle e il centro storico; su di essa si affacciano Villa Pagello, la piccola Villa Maluta e la Casa del Vicario, antica sede del vicario generale.

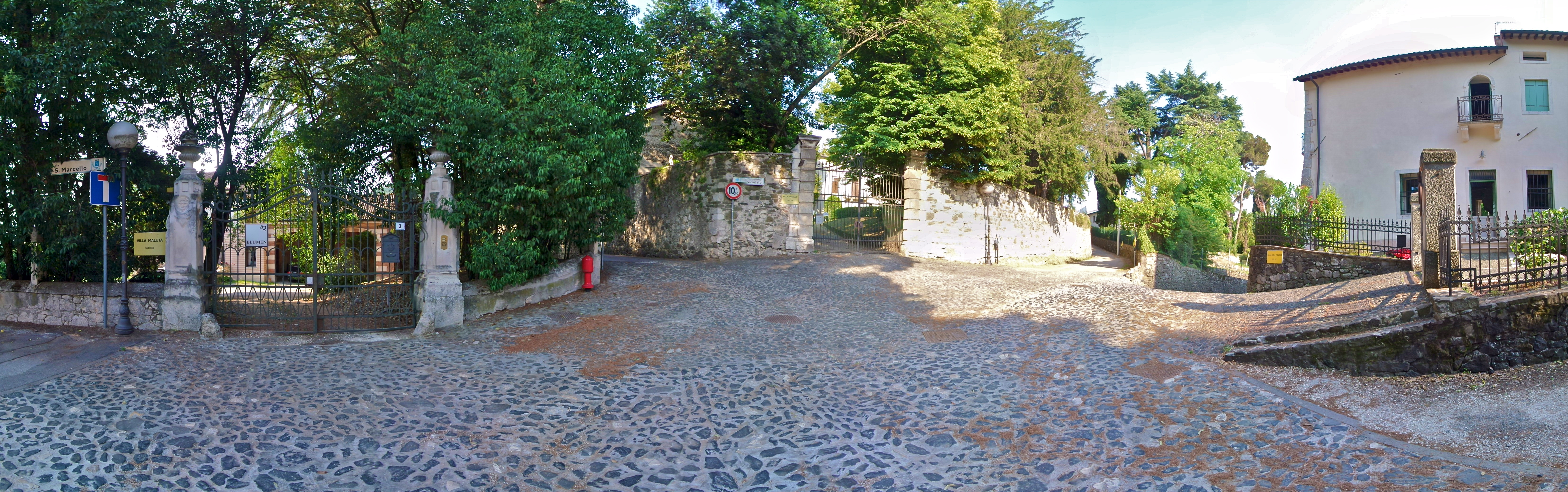
Panorama a 180° su Piazzetta del Vicariato.

- Villa Pagello

Di proprietà della famiglia Pagello, è stata realizzata dai Revese nel XVII secolo e affrescata e stuccata da Antonio Maria da Porto. Il prospetto della villa è articolato su tre piani ben proporzionati, mentre l'intervallo di parete tra il piano nobile e il sottotetto dà maggior ampiezza all'insieme architettonico; l'edificio, provvisto di porticato con elementi gotici e rustici, è contornato da statue che imitano lo stile di Orazio Marinali.
- Villa Maluta

Il villino, posto sul lato ovest della piazzetta, è stato costruito nella seconda metà del XIX secolo sul luogo in cui era presente l'antico Oratorio di S. Rocco. L'aspetto è semplice ma grazioso: l'ingresso, sopraelevato da tre gradini in pietra, è circondato da una balaustra sempre in pietra finemente traforata; i lati della villa e i pilastri del portico invece sono costituiti in pietra alternata a mattoni. Curiosamente il parco della villa accoglie flora esotica.
- Casa del Vicario

L'aspetto massiccio di una primitiva casatorre fanno ricondurre le sue origini a ben prima dell'insediamento del Vicario del XIV secolo. L'abitazione ha rappresentato per i brendolani la sede della giustizia locale: il Vicario restò stabile anche dopo la caduta dei Visconti e persino dopo la caduta di Venezia, quando venne costituita una giunta comunale composta anche da colui che era il vicario.

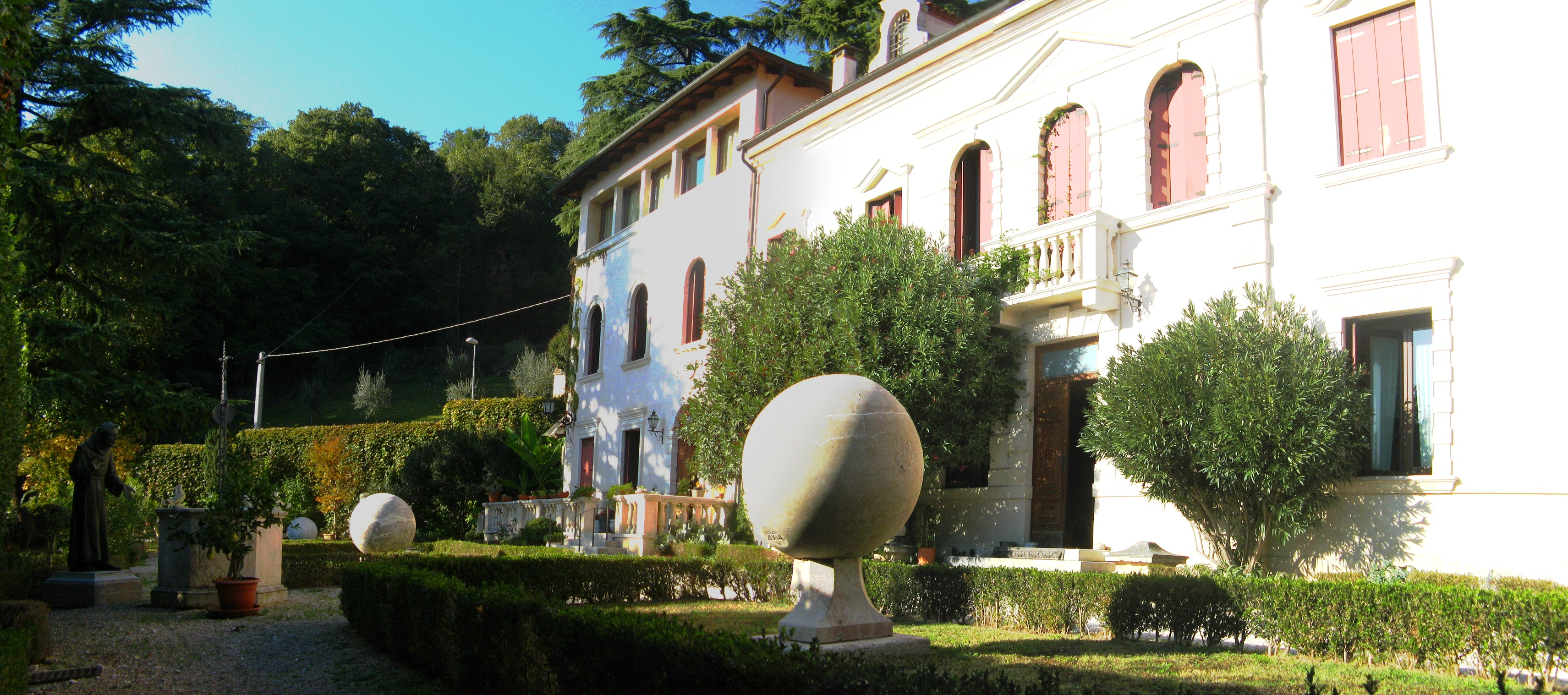
Vista dai giardini interni della Villa Veronese.

#### Villa Veronese
Villa Groppato Ferrari Veronese, considerata da sempre l'antica dimora dei vescovi vicentini, ancor oggi è di proprietà ecclesiastica. Si trova nei pressi della chiesa arcipretale di S. Michele e in passato è stata anche sede dell'asilo d'infanzia. La villa si affaccia sul parco e sulla valle di Brendola.

#### Villa Valle (Casavalle)
L'entrata della villa è formata da un portale con curiose cariatidi che sostengono vasi di fiori in ferro battuto. Si presenta come un edificio di fine Seicento, con un ampio giardino, un porticato tuscanico, una cappella dedicata all'Assunta e una "colombara" di impostazione quadratica.

#### Villa Maffei

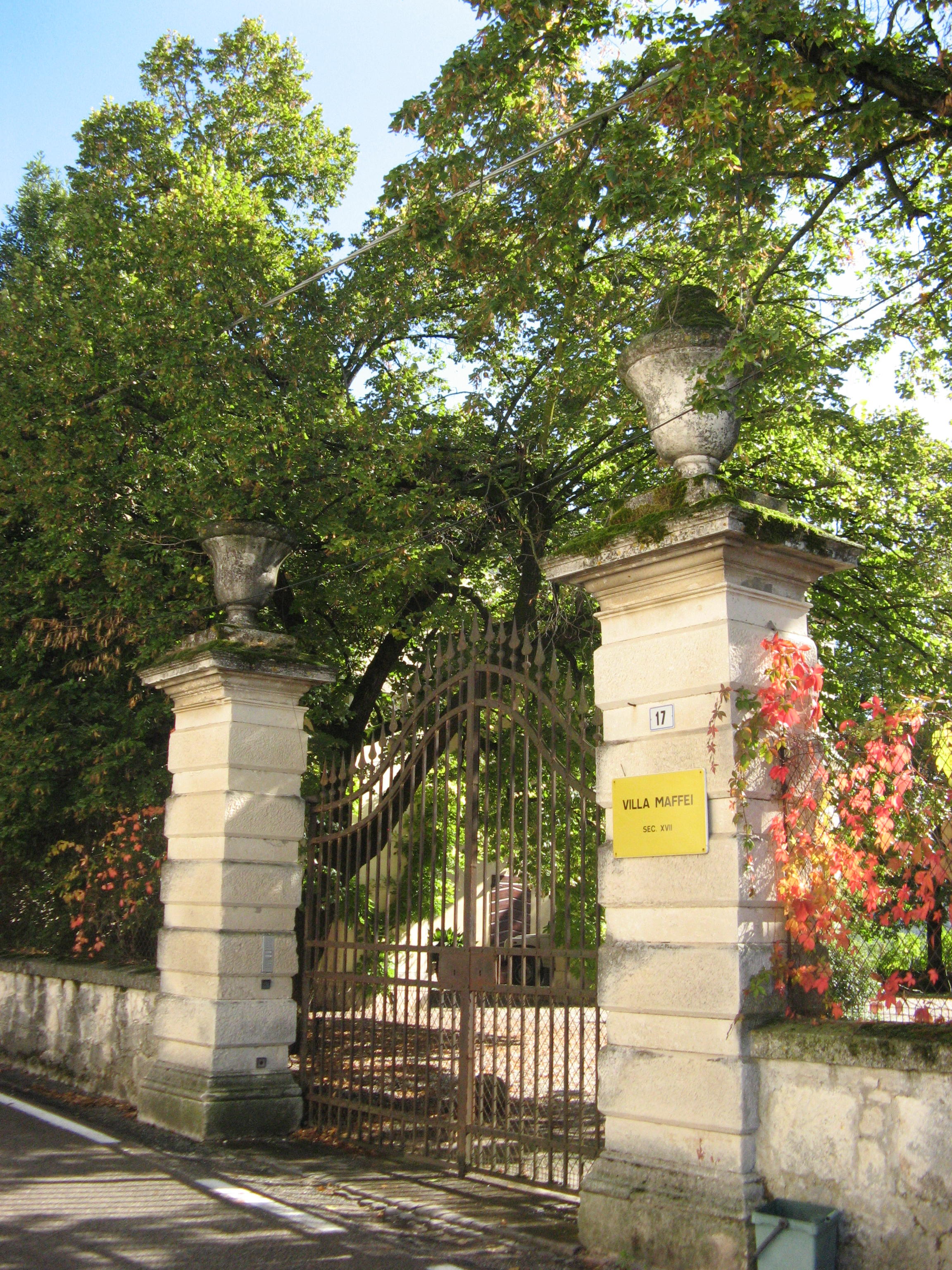
Ingresso superiore di Villa Maffei.

Un tempo proprietà della famiglia Zigiotti, storicamente appartenuta ai Maffei (da cui prende il nome), ora possedimento dei Matteazzi. Viene presentata dai documenti come una struttura massiccia e poco estesa in altezza rifinita com'è visibile ora alla fine del XIX secolo, ma alcuni tratti architettonici ne fanno risalire l'edificio originale alla fine del Rinascimento. Due cancelli con imponenti pilastri interrompono il muro di cinta e introducono al vasto parco storico della villa, presso la quale era sita anche l'antica cappellina di Santo Stefano.

#### Villa Girotto
Sede di un vasto maniero realizzato nel XV secolo, la villa è una ricca struttura eretta al centro del terreno dei Girotto che si sviluppa su tre piani, a pianta rettangolare; la villa è stata vittima di un grave incendio nel XX secolo che l'ha portata allo stato di rudere. La parte abitabile all'interno delle mura resta un villino rustico con porticato, distaccato dall'edificio principale, edificato nel XIX secolo come residenza dei custodi.

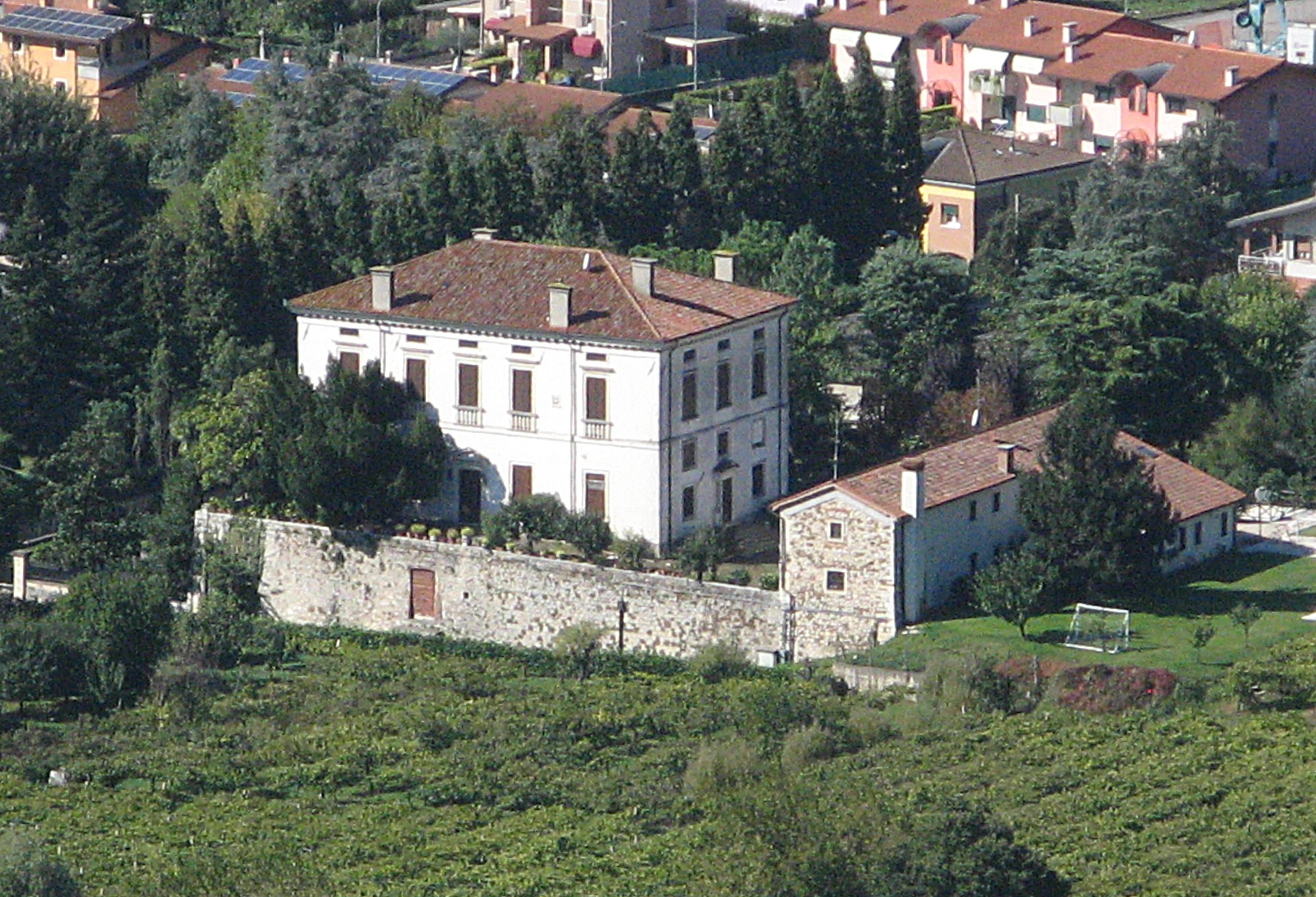
Vista su Villa Cantarella dalla Rocca dei Vescovi.

#### Villa Ferramosca Cantarella
Eretta nel 1620 nella zona che è oggi il centro urbano principale di Brendola, è stata progettata da un allievo di Andrea Palladio. L'edificio, restaurato negli anni 2000, è contornato dall'originale cinta muraria e sopraelevato rispetto al livello di costruzione delle mura.

#### Villa Anguissola
La Villa Anguissola è un'ampia struttura costituita da due edifici principali e uno minore contornata da mura poste in lontananza dagli edifici. Costruita nel XVIII secolo, si tratta di una residenza rurale annessa a stalle e fienili appartenuti ai signori della zona, posta ai piedi del centro storico sulla strada per Goia.

#### Villa Rossi (Carbonara)
Opera secentesca dell'architetto Giuseppe Marchi, strategicamente locata tra il centro storico e Vo' con vista sulla valle, voluta dai Salvati-Rosa di Lonigo, venduta nel XVIII secolo ai Facchini-Novello di San Vito di Leguzzano ed ereditata infine dai Rossi, che portarono nel vicentino l'allevamento dei bachi per l'industria del tessile e della seta (vedi Lanerossi).
La "Carbonara" è in origine il nome dell'area in cui sorge la villa (ora anche nome della via): il termine fa riferimento all'attività di estrazione della torba dal fondo del Palù, generata in millenni di depositi paludosi.
Il lungo prospetto della villa, rivolto a sud, è allungato e, nel breve settore centrale, è sottolineato da un avancorpo che si conclude con un frontone triangolare decorato a dentelli cubici, motivo ricorrente nel rococò vicentino. Sempre il frontone, privo di statue, tende a rialzare la facciata per compensare il dislivello con la strada. L'interno della villa conserva le caratteristiche delle ville patrizie del XVIII secolo, con un salone al pian terreno e uno al primo piano; le porte sono decorate con modanature in pietra dei Berici. Esternamente si trova la parte inferiore di un'antica torre colombaia suddivisa in due piani da una merlatura a fori quadrati per l'uscita dei colombi. A separare l'intero complesso dalla strada è posta la classica barchessa veneta, arricchita da archi bugnati dove un tempo un grande porticato delimitava la stalla.

#### Cimitero Maggiore
Originariamente il culto dei defunti di Brendola era localizzato al fianco sud della chiesa di S. Michele. Nel 1813, poco prima della ristrutturazione della chiesa, venne però eretto il cimitero: come per la chiesa, la popolazione era in tale crescita da rendere necessario un nuovo spazio, senza contare che l'area individuata era pianeggiante e più centrale rispetto alle altre frazioni; inoltre l'Impero austriaco aveva richiesto una distanza minima dei cimiteri dai centri abitati. Già nel 1822 però il parroco Domenico Gennari si rese conto che non era ancora sufficiente: da allora al 1845 il cimitero subì 6 ampliamenti, arrivando alla struttura base definitiva, consentendo la chiusura dell'antico cimitero e permettendo la ristrutturazione della chiesa di S. Michele.
Nel 1897 vennero aggiunti un oratorio e una cripta, inaugurati nel 1899, realizzati con una raccolta fondi della comunità di ₤ 4.728,27; la cripta accoglie in speciale sede le spoglie dello storico arciprete Camillo Novello. Gli ultimi ampliamenti sono del 1930 per i caduti della Grande Guerra, del 1973 e del 2002.

#### Cimitero di San Vito
La frazione di S. Vito possiede un cimitero proprio dei primi del Novecento, situato ai piedi del colle sul quale giace il centro abitato, ossia a est del Palù; dal cimitero di S. Vito è possibile scorgere il Cimitero Maggiore.

#### Rocca dei Vescovi

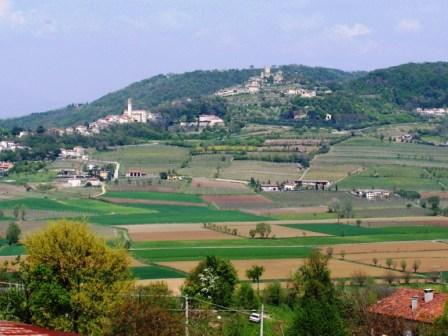
La Rocca sovrasta Brendola

Dell'antica sede del potere che sovrasta Brendola e del suo ruolo negli anni si tratta nella parte di storia di questa voce.
Il castello è, a cavallo tra il XX e XXI secolo, oggetto di ricorrenti restauri e ritrovamenti: scoperte del 2008 e del 2009 sono le mura sepolte facenti parte di un fabbricato a più piani, posto a ridosso della cinta muraria, del quale è stato individuato il perimetro su cui è rinvenuto chiaramente l'originale ingresso principale al castello. Accanto a una porta secondaria inoltre è stato ritrovato un bacino interrato per l'acqua, rivestito con calce e tritume di cotto fine, del diametro di 6 m, al centro del quale si trova ben conservato un pozzo veneziano in mattoni in grado di raccogliere e filtrare le acque. Nel 2013 sono stati tracciati i confini delle mura principali (osservabili in numerose cartine medievali) ed è stata individuata una cerchia muraria secondaria; nello stesso anno sono stati eseguiti dei lavori di ricostruzione dei muri portanti dell'edificio principale nel versante nord-est.

#### Sala della Comunità
La Sala della Comunità "Don Giovanni Burati" è sede del teatro comunale. Situata accanto alla chiesa parrocchiale di Santo Stefano, venne fondata nel 1957 da don Giovanni Burati (all'epoca parroco del paese) come cinema parrocchiale diventando centro culturale di Brendola, in cui si svolgono rappresentazioni teatrali, concerti, conferenze, incontri, saggi e proiezioni film.

### Architetture militari

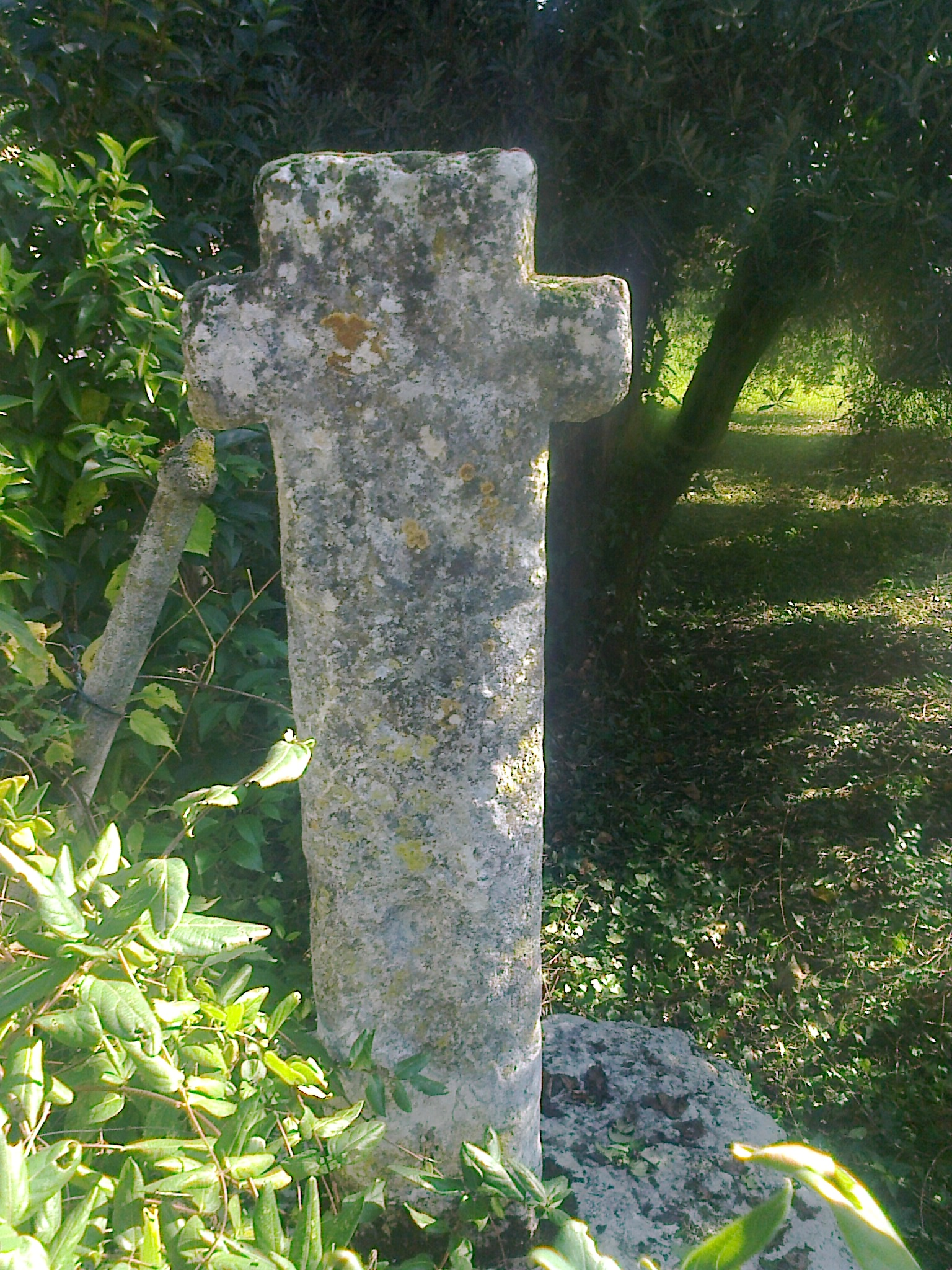
Frontale della Croce Bianca.

Il comune di Brendola è sede della caserma dei Carabinieri, struttura realizzata nel secondo dopoguerra all'interno del centro urbano di Brendola. La caserma serve, oltre al comune, parte di Altavilla Vicentina, Grancona, Arcugnano e Vicenza (quartiere di Sant'Agostino).

### Altro

#### Croce Bianca
Antichissima e rude croce in pietra posta ai piedi del percorso (ora in parte crollato) di fuga d'emergenza dalla Rocca verso la valle per i vescovi, in caso di attacco; ora è posta ai confini dei possedimenti di Villa Girotto ma visibile dalla strada. Nel 1184 il vescovo di Vicenza beato Giovanni Cacciafronte venne pugnalato a morte di fronte alla Cattedrale di Vicenza, dopo essersene andato dal suo rifugio alla Rocca; in occasione dell'omicidio del beato la cittadinanza brendolana volle ergere in sua memoria, sulla via alla quale giunge il suddetto percorso, la Croce Bianca

#### Strabuseno
Lungo la Provinciale per Perarolo, prima di giungere alla Pineta, è presente uno storico punto panoramico sopraelevato (indicativamente sopra S. Valentino), in cui un masso sporgente permette di osservare l'intera valle di Brendola avendo la chiesa di S. Michele e la Rocca dei Vescovi alla propria destra.

### Siti archeologici
Brendola presenta molteplici aree di ritrovamenti archeologici, alcuni dei quali scoperti alla fine del ventesimo secolo o ancora più tardi (l'ultima è un'ascia del Neolitico trovata nel marzo 2013). Le zone più interessate sono quelle della Rocca, di Madonna dei Prati e del Palù, in cui sono state reperite grandi quantità di oggetti preistorici di ogni tipo, alcuni più recenti incisi con scritte, costituiti di argilla, minerali, ossa e talvolta bronzo. La maggior parte dei ritrovamenti sono stati spostati ed esposti al Museo Archeologico di Brendola.

### Aree naturali
Come già esposto parlando del territorio, nella parte est-nordest del comune è sito un ampio bosco sorvegliato dalla guardia forestale, la Pineta di Brendola. Essa si estende lungo le pendici del colle a nord (sconfinando ad Altavilla) e a sud (fino quasi a S. Valentino), coprendo anche parte del Monte Comunale. Il parco è fitto di percorsi e sentieri di varia lunghezza e difficoltà, tra cui alcuni con viste panoramiche e scorciatoie per giungere a Brendola attraverso il bosco, anche dedicati a mountain bike o trial.

## Società

### Evoluzione demografica
Abitanti censiti

### Etnie e minoranze straniere
Al 2011 i dati disponibili contano la presenza di 546 stranieri provenienti da 36 Paesi diversi, rappresentando l'8,1% del totale. Oltre il 50% degli stranieri ha origini europee. Di seguito un elenco delle comunità straniere più numerose:
1. Serbia, 89 (16,3%)
2. Moldavia, 69 (12,6%)
3. Albania, 58 (10,6%)
4. Romania, 57 (10,4%)
5. India, 46 (8,4%)
6. Marocco, 45 (8,2%)
7. Burkina Faso, 36 (6,6%)
8. Ghana, 23 (4,2%)
9. Bangladesh, 22 (4,0%)

## Cultura

### Istruzione

#### Biblioteche
La Biblioteca Civica è la biblioteca di maggior rilievo presente a Brendola, l'unica pubblica. È una delle più ampie della provincia, insieme alle quali altre costituisce il Servizio Bibliotecario Provinciale Vicentino. Ha contato 77.301 prestiti nel triennio 2010-2012, numero in costante aumento.

#### Scuole

L'asilo SS. Angeli Custodi, come appariva nel 1985

Nel comune sono presenti: una scuole per l'infanzia, una scuola elementare e una scuola media.

#### Musei

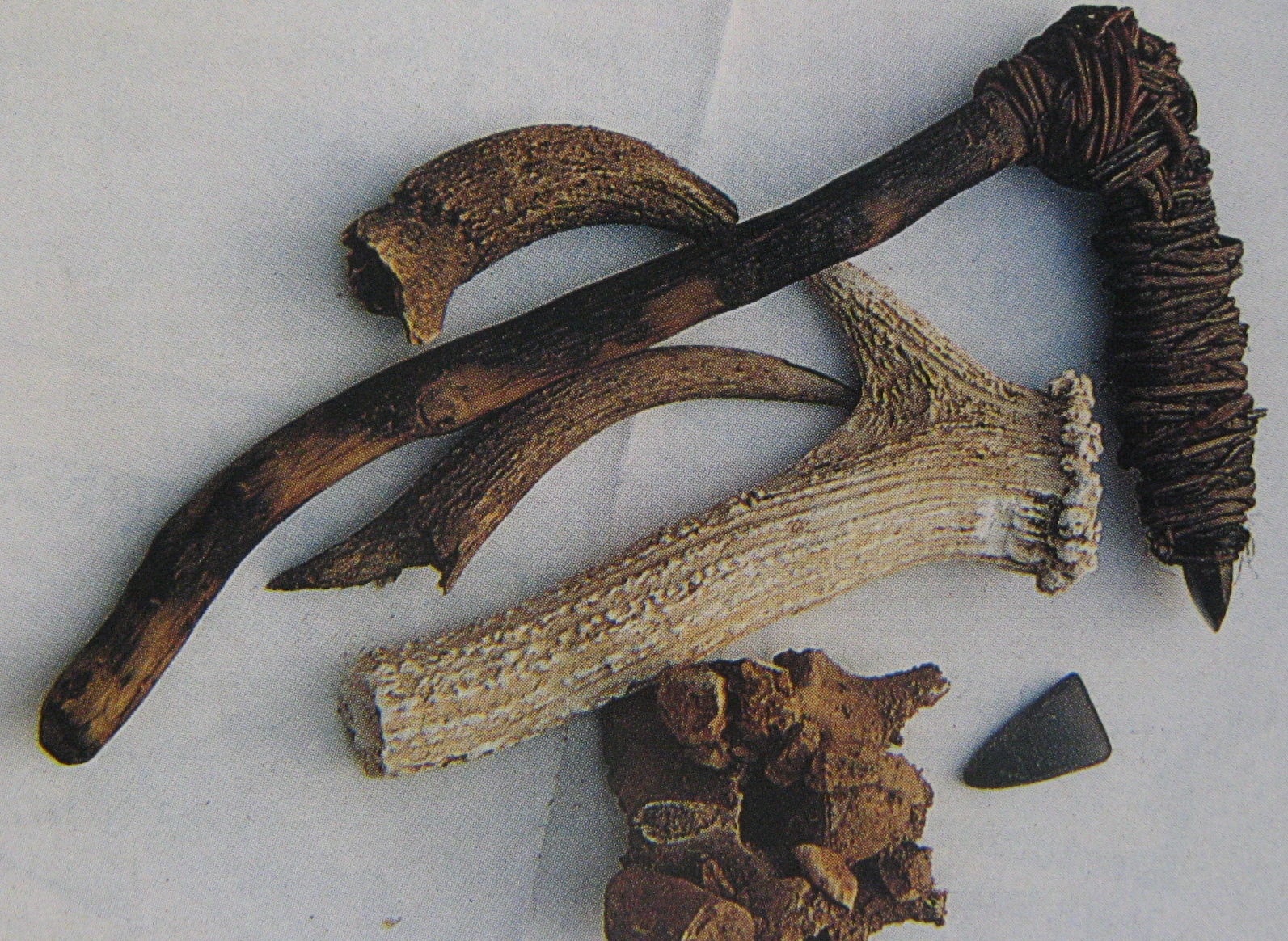
Armi dell'uomo primitivo rinvenute a Brendola, esposte al Museo archeologico.

Presso la sala consiliare del Municipio si trova la sede del Museo archeologico di Brendola, una mostra permanente di materiale archeologico proveniente dal territorio comunale. L'allestimento è stato curato dal dipartimento di Archeologia dell'Università di Padova e si compone di numerosi reperti, alcuni dei quali databili all'epoca preistorica, e che costituiscono solamente una minima parte dell'enorme quantità di materiale rinvenuta nell'area.
Nel comune è presente anche il Museo Obrietan, uno dei più grandi musei italiani con collezioni orientali del Veneto, con oggetti provenienti principalmente da Tibet, Nepal e Cina.

### Cucina
Il territorio di Brendola possiede vigneti riconosciuti DOC per la produzione di Tai Rosso.

### Eventi
Ogni anno, nella prima settimana di marzo, si svolge una festa dedicata a San Rocco. Già dal 1485 ci sono testimonianze di devozione al santo, con la costruzione di una chiesetta a lui dedicata in piazzetta del Vicariato, e un dipinto del 1600. Secondo la tradizione, Brendola fu risparmiata dall'epidemia di peste del Nord Italia del 1743 grazie all'intercessione del santo e da allora San Rocco è patrono del paese; come ex voto, si svolge ogni 3 marzo una processione per le vie del centro, con eventi culturali durante la settimana.
Dal 1983 fino al 2009 si è svolto, in segno di unione, il Palio dei 4 Campanili, evento in cui abitanti delle quattro parrocchie di ogni età si sfidavano in giochi medievali, partecipando in abiti quattrocenteschi; il palio si è svolto in memoria del palio svoltosi nel 1440 per il perdono del doge, del quale si è scritto nella sezione dedicata alla storia di Brendola.

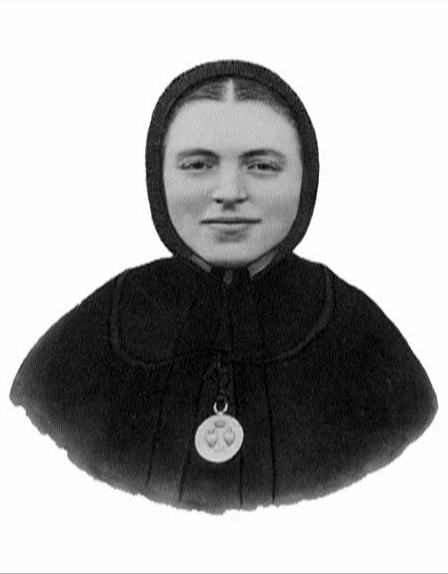
S. Bertilla

## Geografia antropica

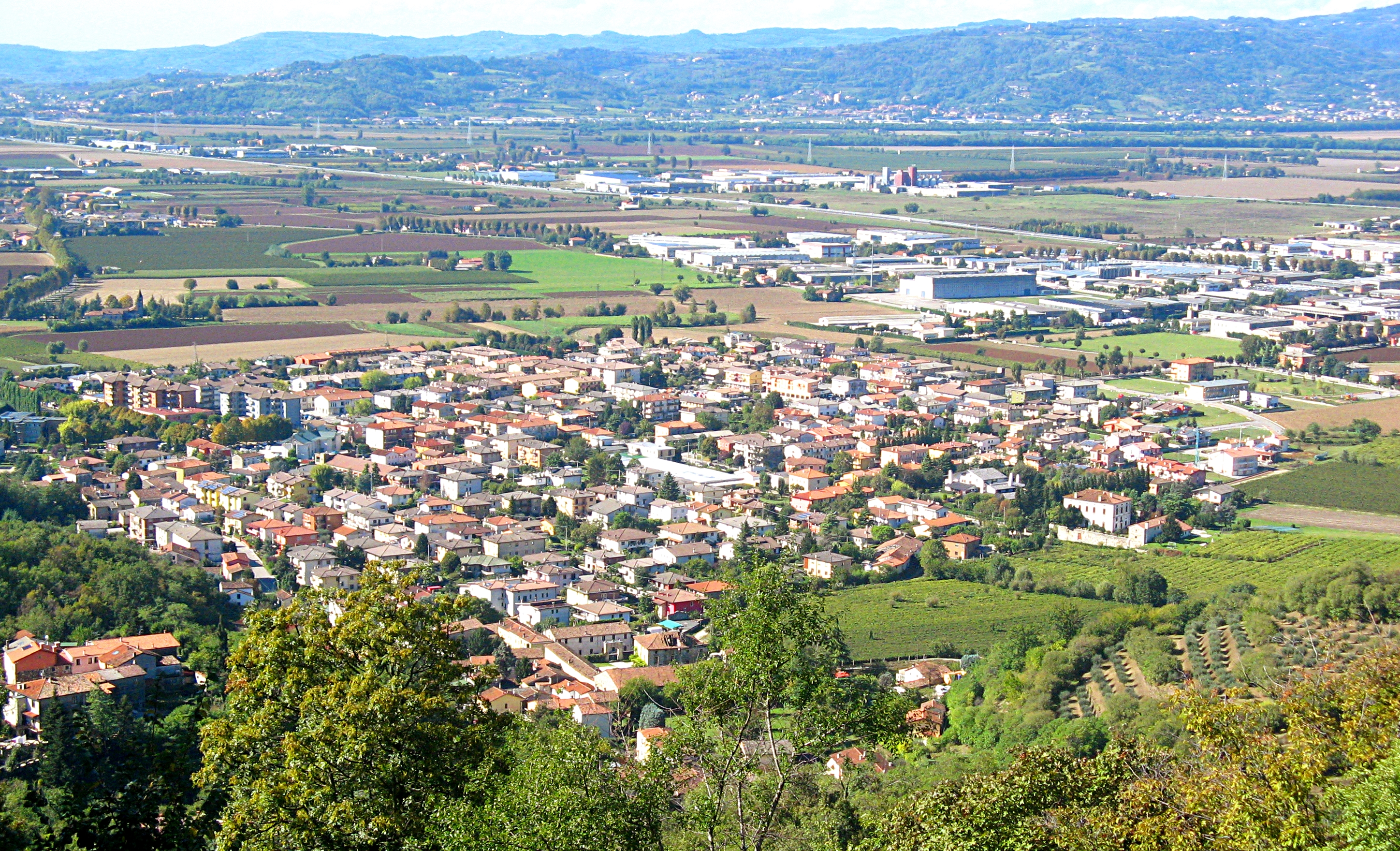
Vista sul centro urbano di Brendola, dalla Rocca dei Vescovi.

### Urbanistica
Mentre il centro storico di Brendola corrisponde alla parte urbana compresa tra il Cerro e la Rocca, dal XVII secolo in poi le abitazioni si sono inevitabilmente estese in pianura, dove ora si trova il centro principale.
La conformazione del territorio (le cime dei colli e i fiumi) ha fatto sì che i confini amministrativi fossero già definiti dal XIII secolo, a grandi linee gli stessi confini di oggi. Sono state disegnate (e giunte ai giorni nostri) molte mappe di Brendola, la maggior parte delle quali costruite per essere allegate alle domande di utilizzo dei terreni e delle acque presso il "Magistrato dei Beni Inculti" di Venezia. Tra le più significative pervenute, un disegno dell'intero territorio datato 17 aprile 1568 nel quale si distinguono: "Giesia de Brendole", la nuova chiesa di S. Michele; "Rocca de Brendole", chiamata ora Rocca dei Vescovi; "Locho detto Cavo de Là", ciò che tuttora è il Cao de là (letteralmente, "l'altro capo [della corda]"), la zona opposta a Brendola rispetto alla piana; "S. Vio e la Chosta", riconducibile a "S. Vito e la chiesa"; "Strada de la Ciexa", la nuova Bocca D'Ascesa (SP12); "Pradi et paludo della Communità di Brendole" e "Locho ditto El Palù" (luogo detto "il Palù"), la parte pianeggiante contornata dai colli dedita alla coltivazione, l'area più bassa è ancora chiamata Palù; "Ponte de Carbonara", oggi "via Carbonara", che conduce dal Cerro a Vo'; "Pradi de ser Zuan Revexe" (Prati del signor Giovanni Revese), adiacenti a ciò che adesso è contrà Revese.
In una seconda cartina disegnata il 30 ottobre 1689 appare inoltre "Il Piochio", l'odierna frazione di Pedocchio.
Datata 17 maggio 1762 è una delle prime mappe che segnano dei precisi confini tra ciò che competeva a Brendola, a Montebello e Meledo, scritta in italiano e non più in veneto arcaico: si leggono, tra l'altro, "Chiesa della Madóna dei Prà di Brendola" e "Osteria del Piocchio", ancora esistente.
Questo illustra come l'urbanistica di Brendola non sia mai stata repentinamente modificata nemmeno in tempi moderni: la presenza di terreni incolti tra il centro urbano di Brendola e la Strada Reggia da Lonigo a Vicenza (SS500) ha permesso uno sviluppo programmato della zona industriale sin dal XIX secolo in una zona strategicamente fortunata. Esistono dei settori verso i quali Brendola (ma anche Vo') si sta espandendo: dal 2001 al 2011 il numero di abitazioni è passato da 2.336 a 3.149.

### Frazioni
Lo Statuto di Brendola riconosce lo status di frazione a 4 centri urbani (in ordine di popolazione): Vo', San Valentino, San Vito e Pedocchio.

#### Vo'

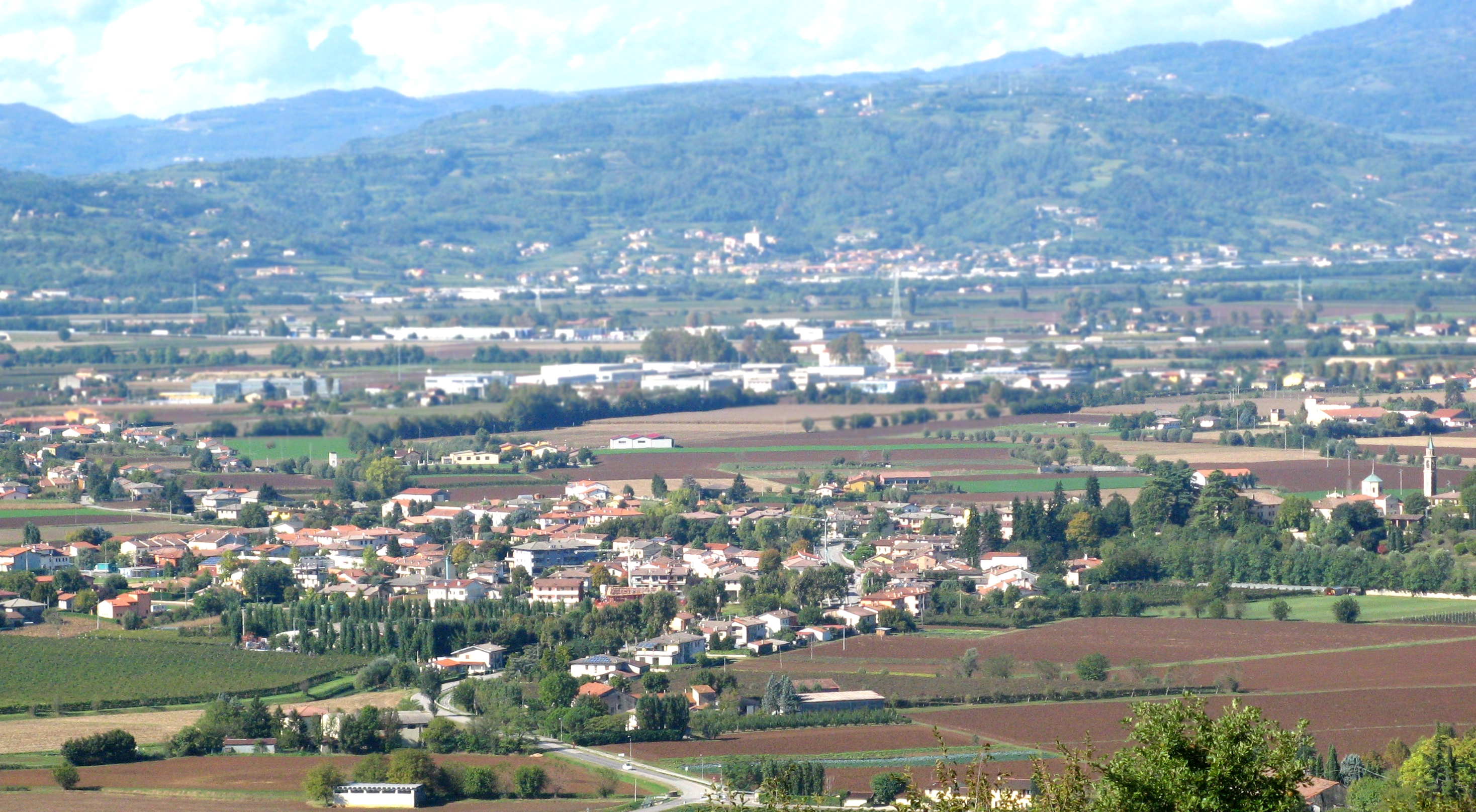
A fuoco, Vo' di Brendola, visto da sopra S.Vito.

Il centro antropico di Vo' ha origini preromane, come testimoniano i (seppur modesti) ritrovamenti paleoveneti rinvenuti nei pressi della località. Vo' però diventa zona importante per la vita dei brendolani con la costruzione del castello: il centro sorge sulla via che collega Brendola alla Regia Strada Vicenza-Lonigo (via realizzata su un lembo di terra leggermente rialzato dove non arrivava la palude), diventando un'area di passaggio, da cui ha origine il nome, prima Vadum e già dal 1208 Vado (diventato poi Vo' in lingua veneta). Il passaggio per "il Vo'" è stato importante proprio perché Vo' è adiacente ai colli che portano alla Brendola storica ma si estende in pianura, lungo i corsi d'acqua: il grano coltivato a Montebello e Meledo, per essere portato al riparo al castello di Brendola, doveva passare per Vo', dove grazie ai vari mulini costruiti era possibile macinarlo direttamente lungo il cammino.
Nel corso dei secoli, intorno ai mulini si sono estese le abitazioni dei contadini, stabilitisi al Vo' restando prossimi alla zona agricola di Brendola, estensione urbana progredita unitamente alla messa in sicurezza da alluvioni delle terre circostanti (le prime case del Vo' sono comunque ai piedi dei colli e sul Monte dei Martiri). Sin dalle origini quindi Vo' è concepita come parte integrante del territorio di Brendola; una grande pianta della piana brendolana realizzata tra aprile e maggio del 1691 riporta annotato "Contrà del Vo' sotto Brendola".
La piccola comunità di Vo' ha sviluppato lungo il II millennio una devozione verso Santo Stefano martire (è plausibile che il Monte dei Martiri sia per questo così chiamato): lungo le contrade del Vo' si contano 7 capitelli dedicati al santo, eretti in epoche diverse, mentre a lui è intitolata la chiesa della frazione costruita nei primi del '900. Al 2012 Vo' conta circa 1 500 abitanti.

#### Pedocchio
La zona del centro urbano di Pedocchio è quella dove sono stati rinvenuti i più antichi reperti di Brendola. L'origine del nome è accertata da documenti di epoca romana: Pedocchio deriva dal latino pedagium (pedaggio), poiché da lì si poteva accedere alla strada Regia ora SS 500, transitabile con il pagamento di una tassa.

#### Altre località del territorio

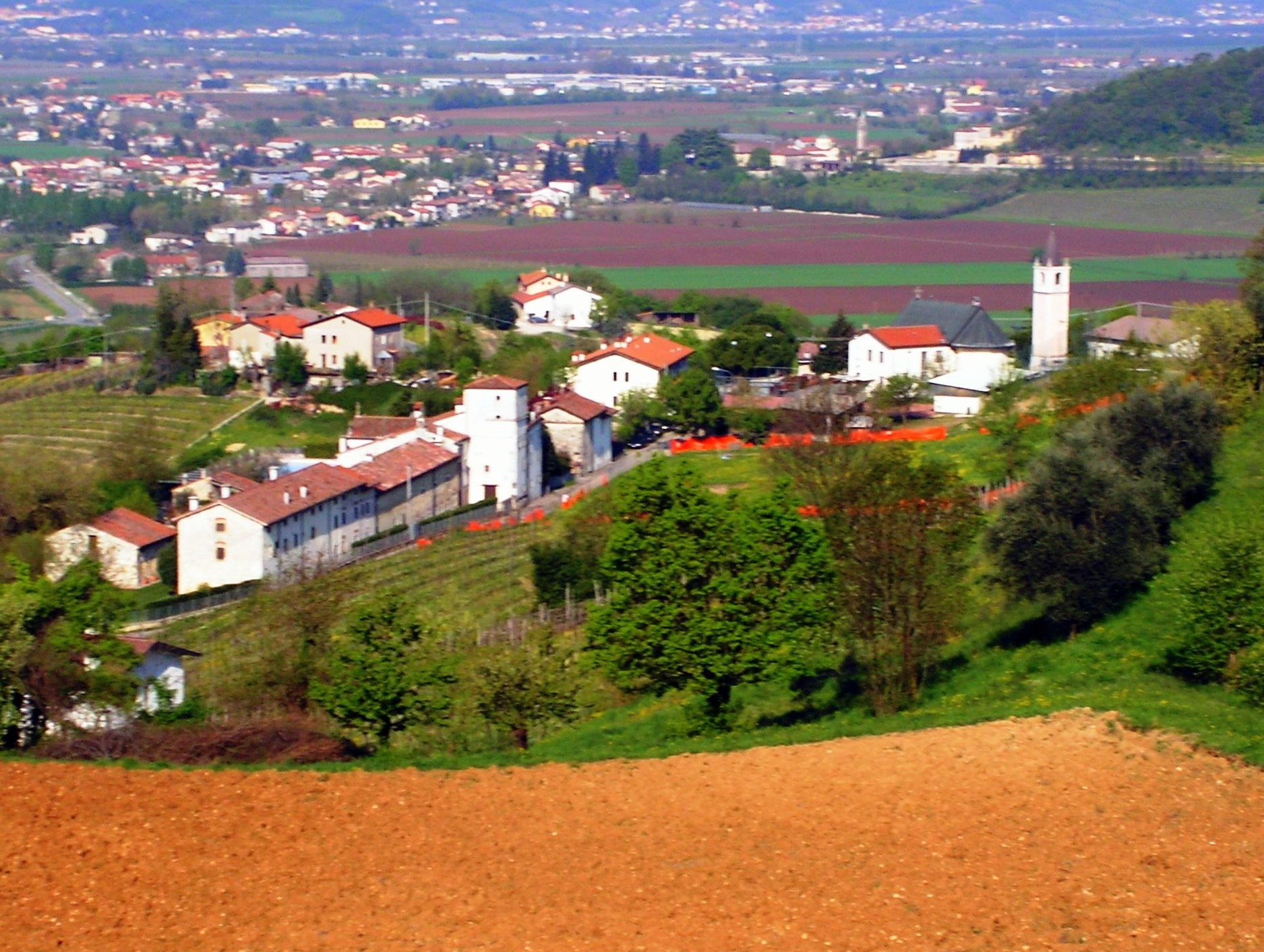
La frazione San Vito

Le località abitate che non godono dello status di frazione sono: Arcisi, Ca' Nova, Ca' Vecchie, Goia, Muraroni, Orna, Ponticelli, Rondole.

## Economia
Sul territorio di Brendola sono presenti più di 800 piccole-medie imprese, la maggior parte delle quali site nelle due zone industriali, addossate all'Autostrada A4. Di queste, il 20% opera nell'artigianato. Esistono anche aziende di un certo calibro, come Ansaldo S.I. S.p.A. e Attiva S.p.A., principale distributore per l'Italia di prodotti Apple.
Per quanto riguarda l'agricoltura e l'allevamento, l'intero territorio è dedito alla coltivazione di cereali, ortaggi (e frutta), frumento e foraggi; molto importante è anche la coltivazione di viti e ulivi. L'allevamento è centrato su bovini, suini (antica è la pratica del fare el mas-cio) ed è presente anche l'avicoltura.
Dal secondo dopoguerra Brendola ha sviluppato un ampio settore industriale, con stabilimenti attivi in settori come l’abbigliamento), il legno, l'editoria, la chimica, i materiali da costruzione (importanti produttori sono Aristoncavi e La Triveneta Cavi) e gli articoli in plastica. Altre aziende del territorio operano nella metalmeccanica (in produzione di macchine per l'agricoltura, la silvicoltura e l'ufficio), l'elettronica, l'automobilistica, cantieristica, l'edile, la gioielleria e l'oreficeria, articoli sportivi, giocattoli e giostre, produzione di gas.
Nel terziario sono attive più imprese di consulenza informatica e di ambito bancario. Per quest'ultimo in particolare, si cita la Cassa Rurale e Artigiana di Brendola, organo tuttora indipendente con 29 filiali in provincia e in regione, aperto per volere dei brendolani stessi unitisi per la fondazione dell'istituto di credito, avvenuta il 21 giugno 1903.

## Infrastrutture e trasporti

### Strade
Tra le strade provinciali del territorio, la strada provinciale 12 Bocca d'Ascesa ha inizio a Brendola, e come suggerisce il nome fa risalire da est i Colli Berici partendo dalla SS 500 e giungendo ai loro piedi nel versante sud, a Orgiano. La breve SP 129 (strada di Perarolo) collega la SP 12 alla strada provinciale 19 Dorsale dei Berici, importante connessione tra Vicenza e Barbarano Vicentino.
Il comune è attraversato da due strade statali: per un breve lembo passa nei confini comunali la SS 11 Padana Superiore; la maggiore è però la strada statale 500 di Lonigo, l'asse principale della zona industriale di Brendola, nonché la più trafficata via di comunicazione verso i principali centri.
Il casello "Montecchio" della Autostrada A4 Torino - Trieste giace sul territorio comunale di Brendola.

### Ferrovie
Tra l'autostrada e la SS 500 passa sul territorio comunale la ferrovia Milano-Venezia.

### Mobilità urbana
Brendola è servita da autolinee delle Ferrovie e Tramvie Vicentine.

## Amministrazione
| Periodo | Periodo   | Primo cittadino  | Partito       | Carica                    | Note |
| ------- | --------- | ---------------- | ------------- | ------------------------- | ---- |
| 1985    | 1990      | Orfeo Rigon      | DC            | Sindaco                   |      |
| 1990    | 1992      | Luigino Vicentin | DC            | Sindaco                   |      |
| 1992    | 1993      | Arcangelo Murzio | DC            | Sindaco                   |      |
| 1993    | 1994      | Renzo Bortolamai | PSI           | Sindaco                   |      |
| 1994    | 1994      | Luigi Scipioni   | –             | Commissario straordinario |      |
| 1994    | 1998      | Luciano Mussolin | Lega Nord-PPI | Sindaco                   |      |
| 1998    | 2008      | Mario Dal Monte  | Centro        | Sindaco                   |      |
| 2008    | 2017      | Renato Ceron     | Liste Civiche | Sindaco                   |      |
| 2017    | in carica | Bruno Beltrame   | Centrodestra  | Sindaco                   |      |

## Sport
Ha sede nella località la società calcistica Brendola Calcio, che disputa la Prima Categoria e ha sempre militato in campionati di livello regionale.
Dal 1988 è possibile praticare nel territorio il golf.
Nel 1985 viene fondata la Polisportiva Brendola, attiva in 20 discipline, tra cui pallacanestro, pallavolo, tennis e karate.

### Impianti sportivi
Nel comune sono presenti: lo stadio Comunale, in erba naturale, dotato di una piccola tribuna con 400 posti a sedere, un palazzetto dello sport con una capienza di 600 posti, un campo da golf da 18 buche, due campi da tennis coperti, un campo in sabbia da beach volley e un playground circolare dedicato alla pallacanestro e al futsal.